# 동래향교 대성전
동래향교 대성전(東萊鄕校 大成殿)는 부산광역시 동래구 명륜동에 있는 조선시대의 건축물이다. 1972년 6월 26일 부산광역시의 유형문화재 제6호로 지정되었다.

## 개요
동래향교는 태조 원년(1392) 관의 교육진흥책에 따라 설립되었다고 보여지나, 임진왜란 때 소실되었다가 1605년(선조 38)에 동래부사 홍준이 재건할 때 향교의 가장 중심건물로 건립되었다.
그 후 유생들의 건의에 따라 학소대 아래, 동래고등학교 부근, 인생문 부근 등 수차 이건 중건되었으며, 순조13년(1813)에 동래부사 홍수만이 현 위치인 성 서쪽 복호대(伏虎臺) 아래 양좌(良坐)로 이건하였다. 1987년 9월 도리이상을 해체·보수하였고, 2010년 9월 주초이상 해체·보수를 거쳐 2011년 8월 단청 및 수지처리를 완료하였다.
공자 이하 중국의 유학자 7분과 우리나라 유학자 18분의 위패를 모시고 매년 봄·가을(음력 2월과 8월 상정일)에 석전대제를 봉행하는 건물로 정면 5칸, 측면 3칸의 맞배지붕으로 겹처마이고, 공포는 이익공이다.
2013년 5월 8일 문화재 지정명칭이 동래향교에서 동래향교 대성전으로 변경되었다.

## 참고 자료
- 동래향교 대성전 - 국가유산청 국가유산포털